# Something Wild (filme)
Something Wild é um filme norte-americano de comédia romântica, road movie e suspense, lançado em 1986, dirigido por Jonathan Demme e estrelado por Melanie Griffith, Jeff Daniels e Ray Liotta.

## Enredo
A vida pacata do empresário Charles muda drasticamente quando ele conhece a sensual e selvagem Lulu. Ela o arrasta em uma viagem e o faz deixar seus antigos valores para trás. No entanto, o ex-marido de Lulu deixa a prisão, passando a persegui-los e deixando claro que a quer de volta.

## Elenco principal
- Jeff Daniels .... Charles Driggs
- Melanie Griffith .... Audrey Hankel
- Ray Liotta .... Ray Sinclair
- Robert Ridgely .... Richard Graves
- Margaret Colin .... Irene
- Chloe Amateau .... Chloe
- Steven Scales  .... Nelson
- Kenneth Utt .... Pai
- Adelle Lutz .... Rose
- Sandy McLeod .... Secretária de Richard
- Patricia Falkenhain .... Secretária de Charles
- Leib Lensky .... Frenchy

## Prêmios e indicações
- 3 indicações ao Globo de Ouro (Melhor Ator de Musical ou Comédia para Jeff Daniels, Melhor Atriz de Comédia ou Musical para Melanie Griffith e Melhor Ator Coadjuvante para Ray Liotta.